# Поток (Берек)
Поток је насељено место у општини Берек, Бјеловарско-билогорска жупанија, Хрватска.

## Историја
До територијалне реорганизације у Хрватској био је у саставу старе општине Гарешница.

## Становништво
У попису становништва из 2011. године, Поток је имао 64 становника.
| Број становника према пописима | Број становника према пописима | Број становника према пописима | Број становника према пописима | Број становника према пописима | Број становника према пописима | Број становника према пописима | Број становника према пописима | Број становника према пописима | Број становника према пописима | Број становника према пописима | Број становника према пописима | Број становника према пописима | Број становника према пописима | Број становника према пописима | Број становника према пописима |
| ------------------------------ | ------------------------------ | ------------------------------ | ------------------------------ | ------------------------------ | ------------------------------ | ------------------------------ | ------------------------------ | ------------------------------ | ------------------------------ | ------------------------------ | ------------------------------ | ------------------------------ | ------------------------------ | ------------------------------ | ------------------------------ |
| 1857                           | 1869                           | 1880                           | 1890                           | 1900                           | 1910                           | 1921                           | 1931                           | 1948                           | 1953                           | 1961                           | 1971                           | 1981                           | 1991                           | 2001                           | 2011                           |
| 107                            | 106                            | 119                            | 124                            | 136                            | 138                            | 144                            | 161                            | 183                            | 164                            | 151                            | 125                            | 100                            | 63                             | 52                             | 64                             |

Напомена: Од 1910. до 1981. исказивано под именом Мали Поток.

### Попис1991.
У попису становништва из 1991. године, Поток је имало 63 становника, следећег националног састава:
| Попис 1991.‍  | Попис 1991.‍  | Попис 1991.‍ | Попис 1991.‍ | Попис 1991.‍ |
| ------------ | ------------ | ----------- | ----------- | ----------- |
|              |              |             |             |             |
| Хрвати       | Хрвати       |             | 44          | 69,84%      |
| Срби         | Срби         |             | 8           | 12,69%      |
| Југословени  | Југословени  |             | 4           | 6,34%       |
| Црногорци    | Црногорци    |             | 2           | 3,17%       |
| остали       | остали       |             | 1           | 1,58%       |
| неопредељени | неопредељени |             | 1           | 1,58%       |
| непознато    | непознато    |             | 3           | 4,76%       |
| укупно: 63   |              |             |             |             |

### Попис1910.
| Поток                                              | Поток                                                       |
| -------------------------------------------------- | ----------------------------------------------------------- |
| језик                                              | вера                                                        |
| укупно: 138 Српски 136 (98,55%) Хрватски 2 (1,44%) | укупно: 138 Православци 136 (98,55%) Римокатолици 2 (1,44%) |